# Bryn Celli Ddu
Bryn Celli Ddu est un site préhistorique situé sur l'île d'Anglesey, près de Llanddaniel Fab, au Pays de Galles. Son nom signifie « le monticule dans le bosquet sombre ». Ce site a été fouillé par les archéologues en 1928-1929. Les visiteurs peuvent pénétrer à l'intérieur du monticule par un couloir de pierre donnant accès à la chambre funéraire. Il constitue la pièce maîtresse de l'un des principaux monuments néolithiques entretenu par Cadw, la Direction des monuments historiques du Pays de Galles. Bryn Celli Ddu retient l'attention en raison de nombreuses particularités : la présence d'un mystérieux pilier à l'intérieur de la chambre funéraire, la présence d'une « pierre à motif » qui dessine des serpentins sinueux, le fait que le site avait d'abord été une enceinte (henge) entouré d'un cercle de pierre et qu'il ait pu être utilisé pour calculer la date du solstice d'été, et enfin la présence de tout un cimetière néolithique, révélé en 2017, autour du monument principal.

## Le monument
Bryn Celli Ddu est généralement considéré comme l'une des plus belles tombes à couloir au pays de Galles. Contrairement à beaucoup d'autres tombes cloisonnées en pierre, celle-ci, outre son couloir complet et sa chambre funéraire, est enterrée sous un monticule ou cairn, même si cela a été restauré après avoir été excavé en 1929. Dans son état actuel, le passage fait 8,4 mètres  de long, dont les premiers 3,4 mètres sont découverts et encadrés d'une paire de pierres de portail. Le passage principal s'étend entre des murs verticaux constitués de pierres plates, et est couvert par une série de linteaux de pierre. Le couloir conduit à une chambre polygonale. Le monticule reconstitué est nettement plus modeste qu'à l'origine et n'enveloppe plus complètement la chambre funéraire, de sorte que le mur du fond est ouvert, permettant l'entrée de la lumière naturelle.
Plusieurs pierres inhabituelle se trouvent sur le site. Un pilier de pierre d'environ 2 mètres de haut aux formes arrondies est posé verticalement dans la chambre funéraire. Ce type de pierre de cette forme sont très rares. Rupert Soskin et Michael Bott ont récemment suggéré qu'il pourrait s'agir d'un tronc d'arbre pétrifié, mais Soskin publié ultérieurement que la roche du pilier a été identifiée comme  du schiste bleu, donc comme une roche métamorphique et non un fossile.

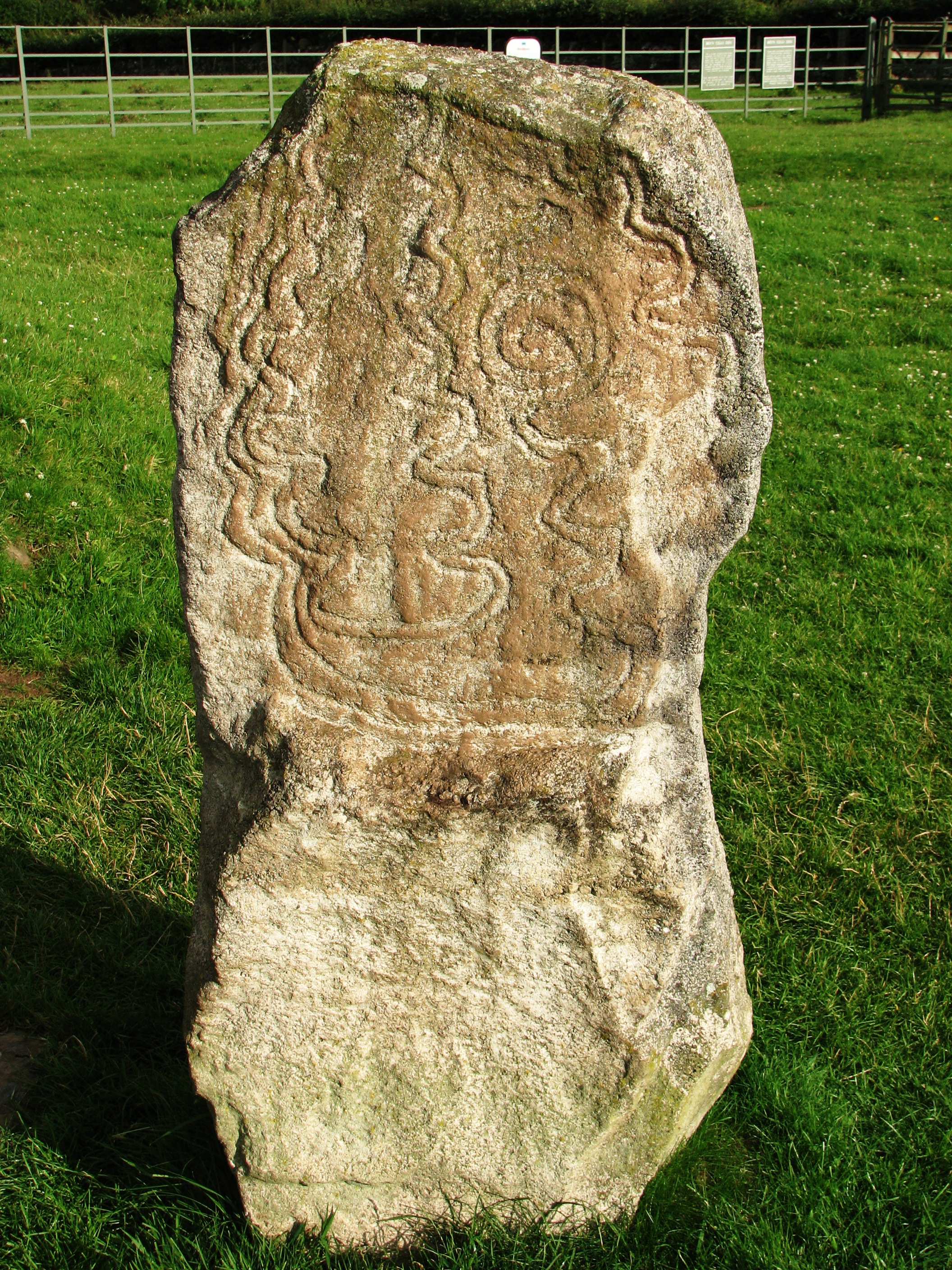
Bryn Celli Ddu Modèle "Pierre", réplique

Au-delà de la paroi arrière de la chambre, dans un endroit qui aurait été à l'intérieur de la butte, se trouve une réplique de la « pierre au motif ». Elle a été trouvée enterrée sous le monticule et remise debout dans ce que l'on pense avoir été son emplacement d'origine à une époque où le site était un henge plutôt qu'un tombeau. Les modèles prennent la forme de sinueux de la serpentine formes qui s'enroulent autour des deux côtés de la pierre. À l'intérieur de la tombe de pierre a un petit motif de spirale ébréchée, bien que son authenticité a été mise en doute.
Le passage est à peu près aligné avec le soleil lors du solstice d'été, de sorte que, pendant quelques semaines autour du solstice d'été, la lumière du soleil peut entrer jusqu'à la paroi arrière de la chambre funéraire.
Le monument fait partie d'un ensemble du Néolithique et de l'Âge du bronze. Deux autres cairns ont été identifiés, juste au sud de Bryn Celli Ddu, tandis que dans le domaine immédiatement à l'ouest se trouve un menhir, et un affleurement rocheux avec cupules sculptées.

## Usages du monument

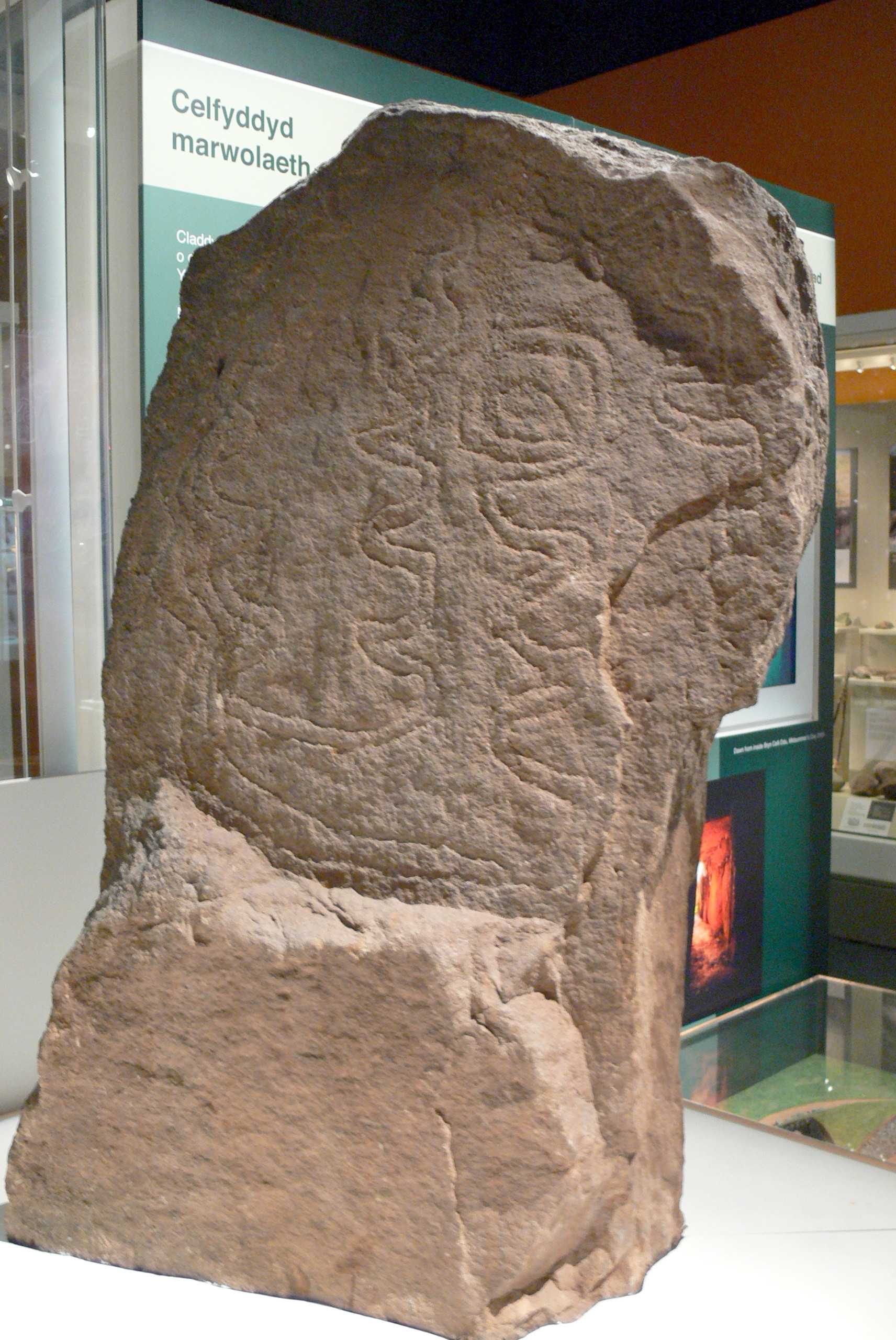
Pierre d'origine avec la serpentine conception, trouvé à l'intérieur de la chambre, maintenant dans le Musée National du pays de Galles.

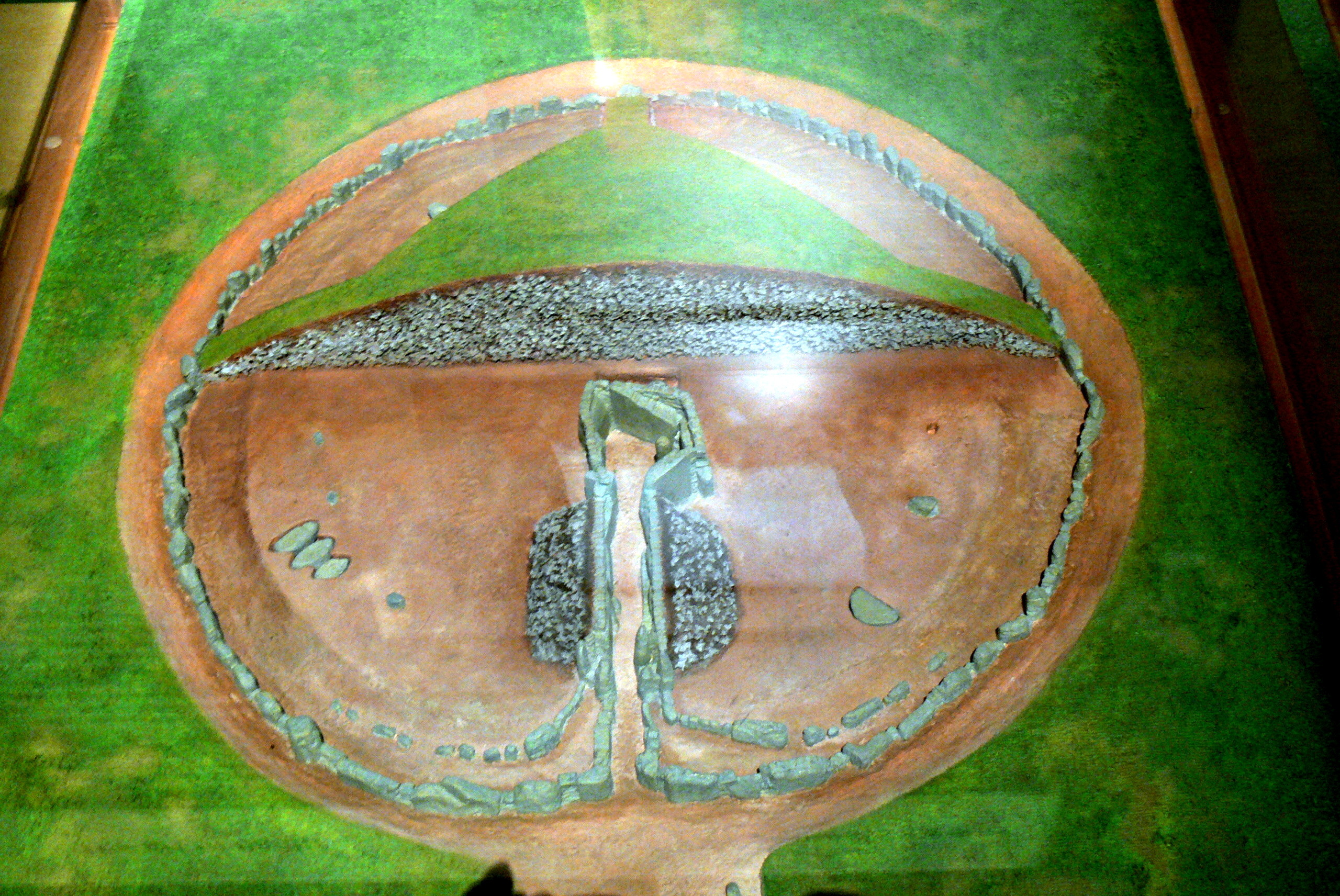
Maquette de Bryn Celli Ddu au Musée national du pays de Galles, Cardiff

Les premiers vestiges identifiés sur le site sont une rangée de cinq trous de poteaux que l'on croyait avoir été contemporains de la tombe. Une datation par le carbone 14 de deux charbon de bois de pin à partir de deux des trous, réalisée en 2006, a montré que ceux-ci datent d'environ 4000 av. J.-C., ce qui les place au début du Néolithique, 1000 ans avant la prochaine phase d'utilisation. Leur rôle reste inconnu.

### Henge
Aux alentours de 3000 av. J.-C., une enceinte (henge) a été construite. Une levée de terre et un fossé circulaires en aurait défini la limite, bien que seul le fossé subsiste, de quelque 21 mètres de diamètre. À l'intérieur, un cercle de 17 pierres levées aurait fourni un site de nature rituelle. Des restes humains incinérés ont été enterrés à la base de certaines d'entre elles, ce qui suggère un « autel » central . Au cours de cette période, une fosse a été creusée dans le henge; seul un osselet d'oreille humaine y a été trouvé, recouvert d'une dalle plane. Une seconde pierre de type « Modèle de Pierre » a été trouvée à proximité. On pense qu'elle était prévue pour être debout dans le henge, car elle est sculptée des deux côtés.

### La tombe à couloir
Près de 1000 ans après que le monument a été construit, le site a été radicalement modifié. Toutes les pierres ont été intentionnellement endommagées, certaines ont été renversées et six ont été brisées avec de lourdes pierres. À sa place, une tombe à couloir a été construite. Beaucoup plus grande que le monticule qui subsiste aujourd'hui, elle aurait comporté un cercle complet de dalles de bordures suivant le contour de l'ancien fossé, créant un impressionnant mur de soutènement de 26 mètres de diamètre. Contrairement à la situation actuelle, la chambre funéraire aurait été entièrement enfouie dans le monticule. Des restes d'ossements humains, à la fois brûlés et non brûlés, ont été trouvés à l'intérieur de la chambre et du passage, ce qui suggère une variété de pratiques funéraires, mais aussi la réutilisation de la tombe, et son déblayage par ses nouveaux occupants.

## Histoire archéologique
Les premières descriptions archéologiques de Bryn Celli Ddu datent d'environ 1800. En 1796, le site est mentionné sur une liste des 30 cromlechs d'Anglesey dans le "Cambrian Register". En 1802 John Skinner a fait une "tournée de dix jours à travers l'île d'Anglesea", un récit longtemps resté à l’état de manuscrit décrivant de nombreux sites archéologiques qui fut finalement été publié en supplément à Archaeologia Cambrensis en 1908. Lors de sa visite à Bryn Celli Ddu, on lui avait raconté comment cette tombe à couloir avait été découvert une génération plus tôt, en 1865, par un agriculteur à la recherche de pierres bonnes à réutiliser. La vue du pilier de pierre à motif avait d'abord découragé le découvreur, mais la perspective de la découverte d’un éventuel trésor l'avait fait y revenir, et il a déplanté le pilier.

Après que les pierres les plus faciles à déplacer eurent été soustraites au monument au cours des années qui ont suivi sa découverte, le monument a été excavé par Wilfrid James Hemp en 1928-1929. Ces travaux ont révélé une grande partie de la séquence d'utilisation du site et ont mis au jour la «pierre au motif». Elle a été transférée au National Museum of Wales et remplacée par une réplique en dehors de la tombe, à proximité de l'endroit où elle a été trouvée. Le pilier a été reculé et le tertre de terre et de pierre couvrant le passage et la chambre a été reconstitué, mais avec nettement moins de matériau disponible qu'à l'origine. Certains supports de toit supplémentaires en béton ont également été ajoutés ultérieurement.
Norman Lockyer a publié en 1906 la première étude systématique de l'astronomie mégalithique et a affirmé que Bryn Celli Ddu permettait de marquer le solstice d'été. Cette théorie  a été tournée en ridicule à l'époque, mais les recherches de Christopher Knight et de Robert Lomas en 1997- 1998 l’ont confirmée. Knight et Lomas ont également affirmé que les alignements permettait au site d’être utilisé toute l'année comme calendrier agricole. Plus récemment, Steve Burrow, conservateur de l'archéologie néolithique au National Museum of Wales, a encore étayé la thèse de l'alignement du solstice d'été. Cette caractéristique rapproche Bryn Celli Ddu d'autres sites tels que Maeshowe dans les Orcades et Newgrange en Irlande, tous deux indiquant le solstice d'hiver. 
Enfin des fouilles effectuées en 2016 ont révélé un cairn funéraire préhistorique qui avait presque disparu au-dessus du sol, et des recherches faites en 2017 avec des techniques géophysiques indiquent que ce cairn faisait partie d'un cimetière entier, positionné sur la crête derrière et autour du monument principal. Cette découverte place Bryn Celli Ddu dans un paysage rituel beaucoup plus complexe qu’imaginé jusqu’ici.

## Galerie

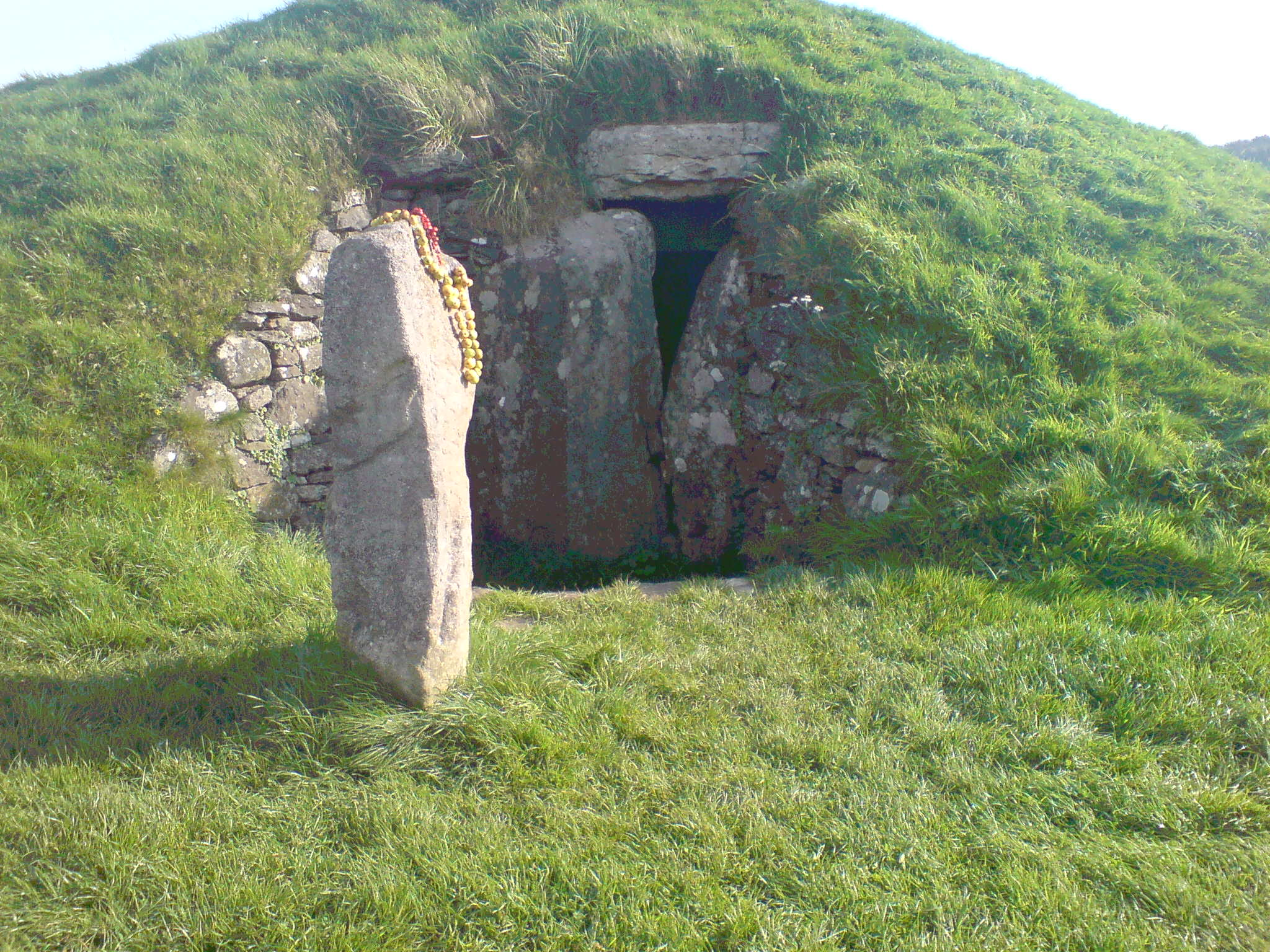
Côté sud-ouest. Une réplique de la décorées de pierre, debout à l'extérieur dans le sud-ouest de l'ouverture de la chambre funéraire.
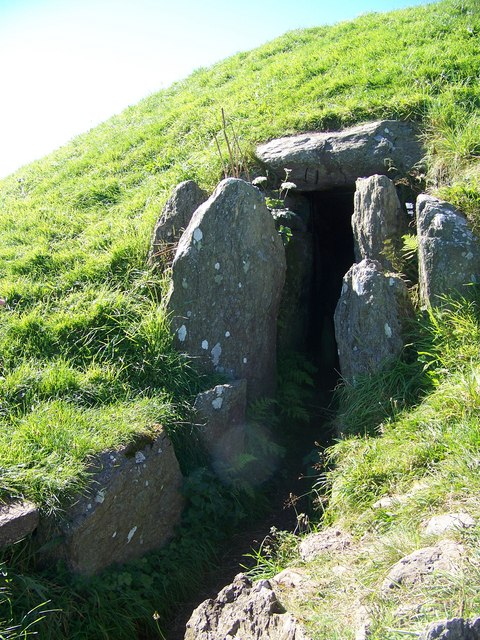
Passage d'entrée à Bryn Celli Ddu
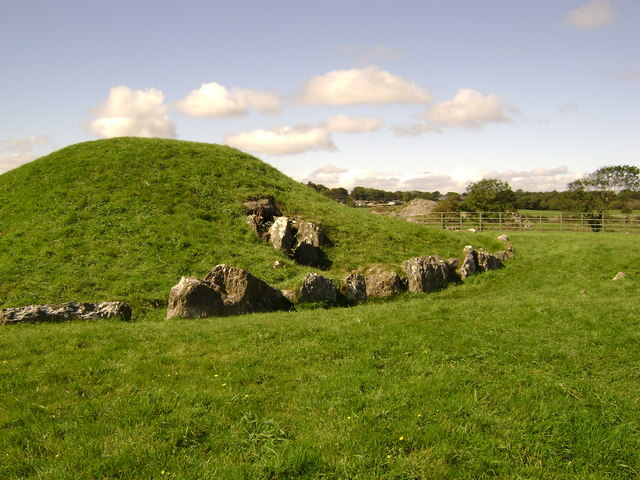
D'entrée, le portail des pierres et des bordures sur le côté est
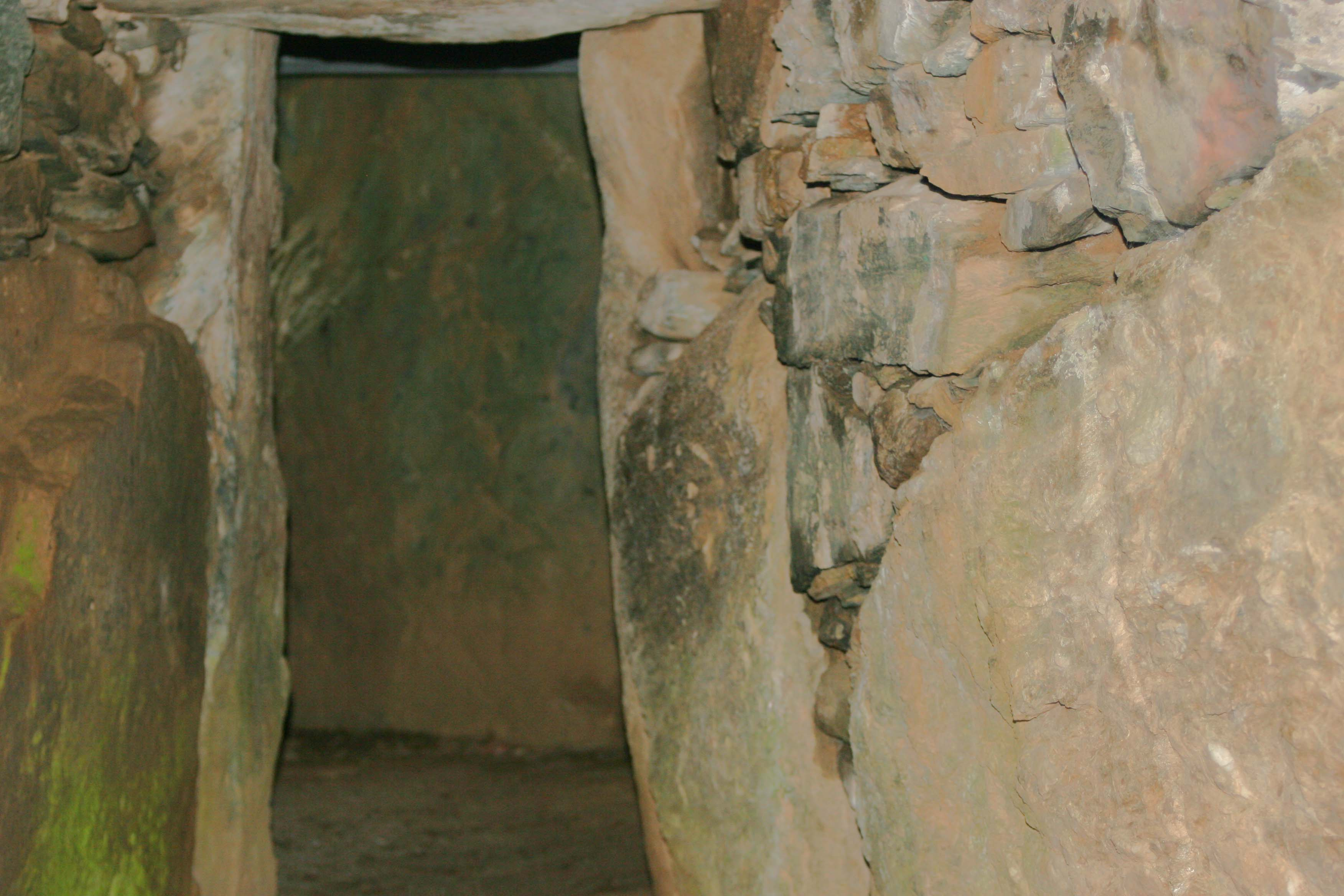
Vue interne du passage
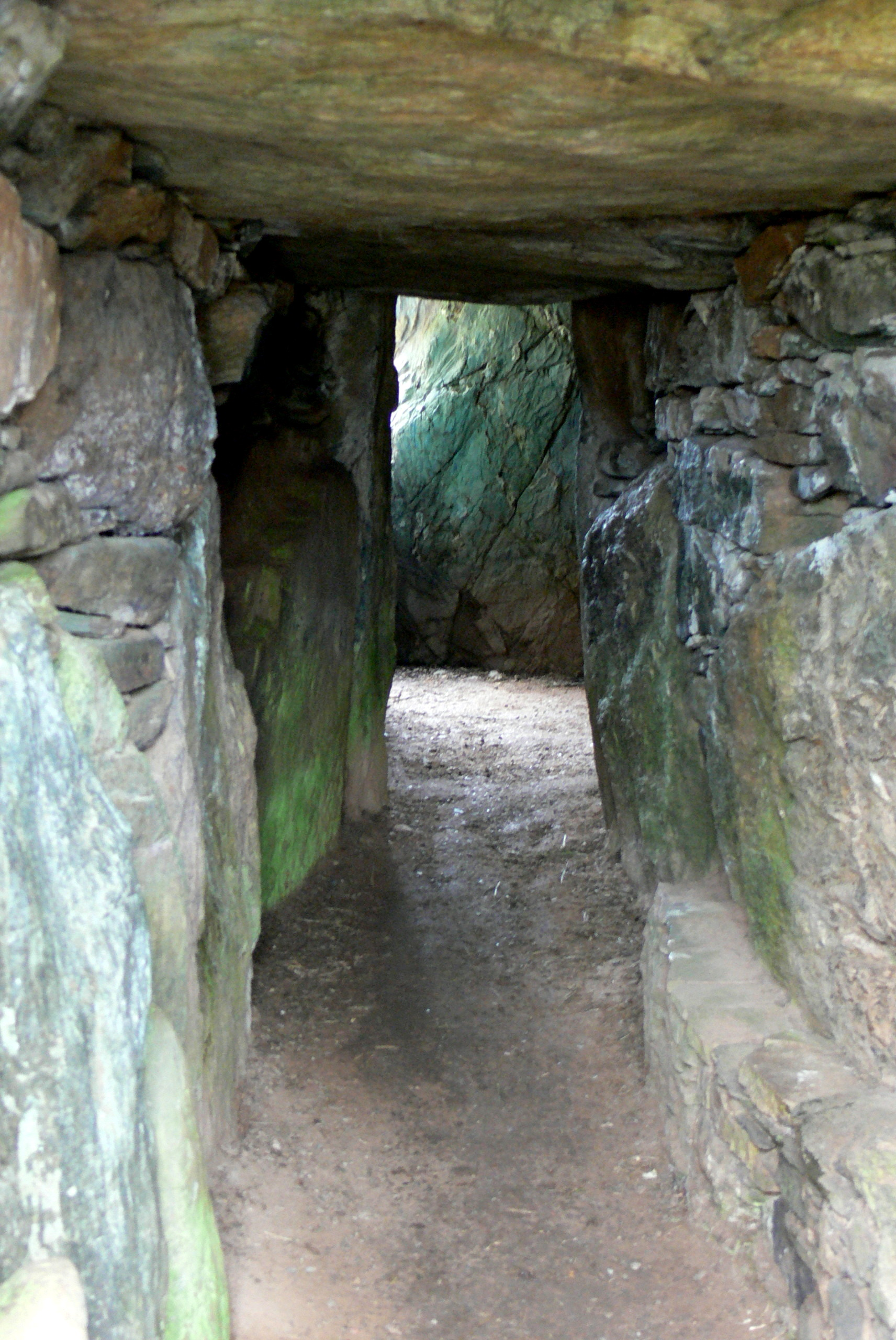
Passage à l'intérieur
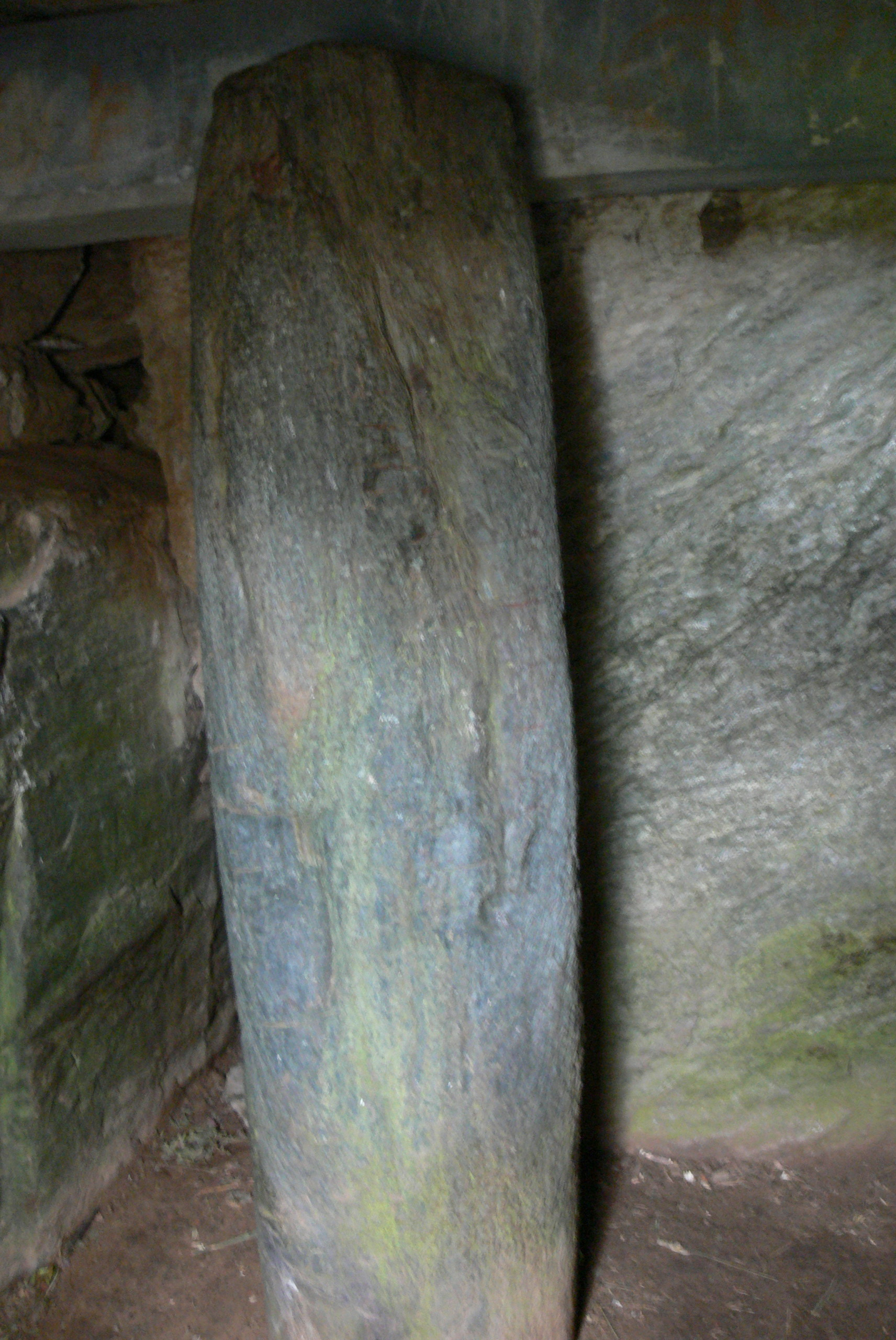
Pilier en pierre

## Dans la culture
Le site de Bryn Celli Ddu et sa région sont au centre d'une campagne de la septième édition du jeu de rôle L'Appel de Cthulhu intitulée Le Ressac de Bryn Celli Ddu. 